# Héctor Quiñónes
Héctor Andrés Quiñónes Cortés (Barbacoas, 17 marzo 1992) è un ex calciatore colombiano, di ruolo difensore.

## Caratteristiche tecniche
In patria è stato paragonato al connazionale Pablo Armero.

## Carriera

### Club

#### Le giovanili e l'esordio con il Deportivo Cali e poi Junior
Héctor Quiñónes inizia la sua carriera da calciatore nel 2006 quando viene acquistato dal Deportivo Cali dove, in quattro anni, compie tutta la trafila delle giovanili fino al suo debutto in prima squadra, avvenuto nel 2010: esordisce il 25 aprile in occasione del match di campionato con il Real Cartagena, rimediando anche la sua prima ammonizione in carriera.
Dopo aver trascorso due stagioni con il club di Cali, viene mandato in prestito al Junior per giocare in modo più prolifico. Debutta con la sua nuova squadra il 18 febbraio 2012, in occasione della partita di campionato con il Deportivo Cali, proprio contro la sua ex squadra e, durante il match, realizza anche la sua prima rete in carriera che consegna, in quell'occasione, la vittoria alla squadra di Barranquilla.

#### Il passaggio al Porto
Rimasto senza contratto, dopo l'ultima esperienza con il Junior, nel 2012 viene acquistato dal Porto B militante in Segunda Liga, ovvero la seconda divisione portoghese; esordisce ufficialmente il 19 settembre in occasione del match di campionato con il Belenenses.

### Nazionale
Nel 2009 viene convocato dal CT della nazionale Under-17 per prendere parte al prossimo campionato mondiale che si terrà in Nigeria; debutta il 25 ottobre, in occasione del primo match del torneo contro i pari età dei Paesi Bassi. A fine torneo collezionerà 5 presenze ed una sola rete realizzata, contro l'Argentina.
Tre anni più tardi, esattamente nel 2011, partecipa con l'Under-20 al Mondiale tenutosi proprio in Colombia. Debutta il 31 luglio durante la prima partita del girone con i pari età della Francia. Conclude il torneo con uno score di 5 partite giocate e nessuna rete realizzata.

## Palmarès

### Club

#### Competizioni nazionali
- Copa Colombia: 1

Deportivo Cali: 2010